# ホスホセリンホスファターゼ
ホスホセリンホスファターゼ(Phosphoserine phosphatase、EC 3.1.3.3)は、以下の化学反応を触媒する酵素である。
O-ホスホ-L(またはD)-セリン + 水{\displaystyle \rightleftharpoons }L(またはD)-セリン + リン酸
従って、この酵素の基質はホスホセリンと水、生成物はセリンとリン酸である。
この酵素は加水分解酵素に分類され、特にリン酸モノエステル結合に作用する。系統名は、O-ホスホセリン ホスホヒドロラーゼ(O-phosphoserine phosphohydrolase)である。グリシン、セリン、トレオニンの代謝に関与している。

## 構造
2007年末時点で、12個の構造が解かれている。蛋白質構造データバンクのコードは、1F5S、1J97、1L7M、1L7N、1L7O、1L7P、1L8L、1L8O、1NNL、2J6Y、2J6Z、2J70である。